# Pokémon Go
Pokémon GO est un jeu vidéo mobile fondé sur la localisation et utilisant la réalité augmentée. Le projet est créé conjointement par The Pokémon Company et Niantic, responsable du jeu vidéo mobile en réalité augmentée Ingress. De type freemium, le jeu est disponible depuis juillet 2016 sur les plateformes iOS et Android. Tout comme dans la série de jeux vidéo, le but est de capturer des Pokémon.
Au lancement du jeu, celui-ci devient rapidement un phénomène de société. L'application, qui n'est pas encore téléchargeable officiellement dans tous les pays, dépasse localement ou mondialement le nombre de téléchargements de Twitter, Tinder, WhatsApp ou Snapchat, fait monter l'action de Nintendo de 93,2 % en une semaine à la bourse de Tokyo. En mars 2025, le jeu est vendu  3,85 milliards de $ à Scopely, une entreprise detenue par le fonds d'investissement saoudien contrôlé par le prince héritier Mohammed ben Salmane.

## Système de jeu
Pokémon GO est un jeu en réalité augmentée. Le joueur dirige un avatar, dont il peut personnaliser l'apparence et la tenue à la création de son compte, sur une carte des environs utilisant la géolocalisation du joueur. Celui-ci doit ainsi se déplacer avec son téléphone pour se déplacer dans le jeu. Le joueur peut, sur son téléphone, observer à une certaine distance les environs, ce qui permet d'afficher les différents éléments du jeu à portée : Pokémon, PokéStops et arènes. Il peut ainsi parcourir le monde, capturer des Pokémon ou encore combattre dans des « arènes ».

### Actions, objets etjouabilité

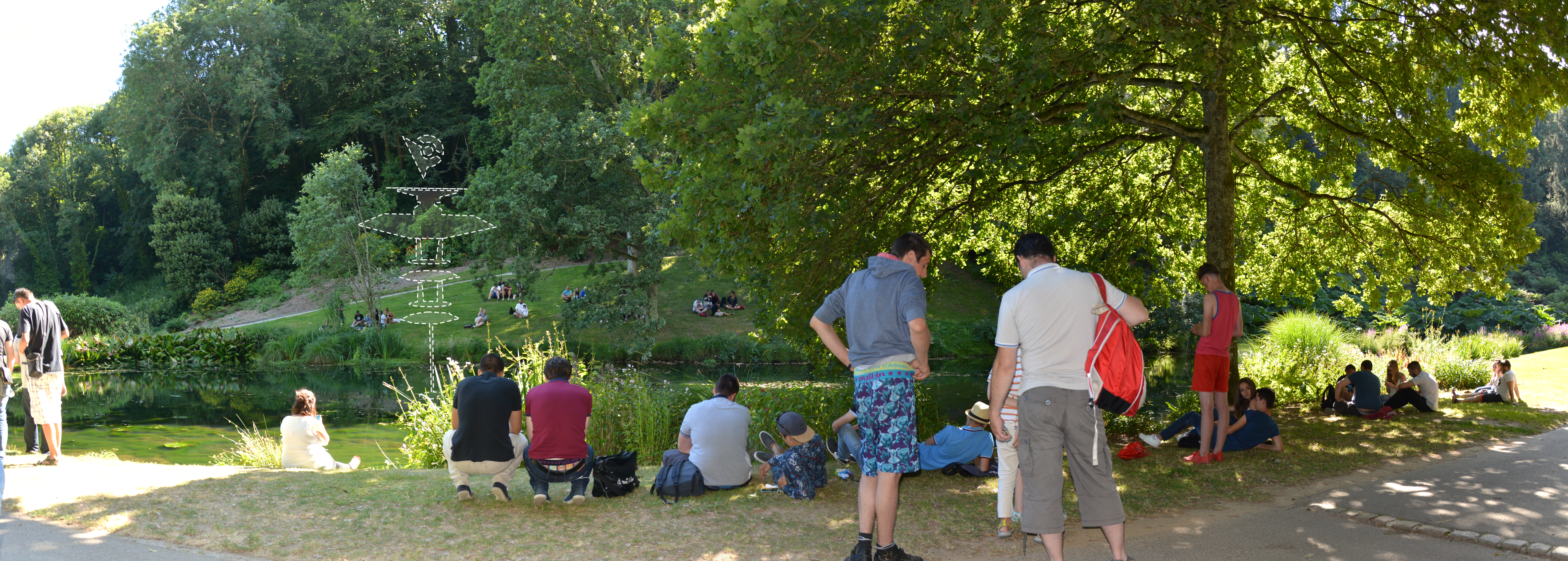
Personnes jouant à Pokémon go autour d'une arène (virtuelle) au Stang alar, à Brest

Les Pokémon sont rencontrés lorsque le joueur se déplace ; en cliquant dessus, il peut les attraper à l'aide de Poké Balls, récupérées dans les PokéStops ou en gagnant des niveaux. Les Pokémon peuvent aussi être obtenus de deux autres façons : en faisant éclore des œufs de Pokémon ou en les échangeant avec d’autres joueurs.
Les PokéStops fournissent au joueur un certain nombre d'objets aléatoirement :
- Des œufs, qui contiennent des Pokémon et écloront si le joueur parcourt une certaine distance (2, 5 ou 10 km selon le type d’œuf). À noter que les œufs de 12 km sont uniquement récupérables en combattant un chef de la Team Go Rocket et des œufs de 7 km en ouvrant des cadeaux envoyés par des amis ;
- Des Poké Balls, super Balls et Hyper Balls indispensables à la capture des Pokémon ;
- Des potions, qui permettent de régénérer les points de vie d’un Pokémon si ceux-ci n’ont pas atteint 0 ;
- Des rappels, qui permettent de régénérer la moitié ou l’entièreté des points de vie d’un Pokémon si ceux-ci ont atteint 0 ;
- Des baies, qui aident à la capture des Pokémon mais ne remplacent pas les Poké Balls[5];
- Des cadeaux à envoyer à ses amis ;
- Des stickers à coller sur les cadeaux.

Les arènes sont des lieux de combat où les équipes du jeu s'affrontent, en utilisant les Pokémon qu’ils ont capturés au préalable, afin de couvrir le plus d'arènes possible à travers le monde.
Le joueur doit se trouver à proximité de ces PokéStops et arènes pour pouvoir agir avec ceux-ci dans le jeu, même s’il peut les voir depuis une certaine distance, contrairement aux Pokémon qui apparaissent uniquement lorsque le joueur peut interagir avec eux.
Le joueur dispose aussi d’un niveau, allant de 1 à 50, qui augmentera en gagnant des points d’expérience, en effectuant différentes actions telles que capturer des Pokémon ou faire éclore des œufs. Le nombre de points d’expérience nécessaires pour changer de niveau augmente de façon exponentielle au fil du temps, passant de 1 000 pour atteindre le niveau 2, à 30 millions pour passer du niveau 49 à 50.
Les PokéStops et les arènes sont répartis à des lieux précis et fixes sur la carte, principalement à des points d'intérêts dans le monde. Ces derniers sont définis à partir d'une base de données issue du jeu Ingress, édité également par Niantic, et complété par les joueurs de ce dernier qui ont proposé, au fil des années, divers centres d'intérêts qui leur semblaient pertinents,.
Lors de la rencontre avec le joueur, chaque Pokémon se voit attribuer des points de combat, les PC (pour « points de combat »), qui définissent sa puissance. Plus le joueur a un niveau élevé, plus il rencontrera des Pokémon avec un grand nombre de PC. Cependant, des créatures de faible niveau apparaîtront encore également.
Contrairement aux autres jeux de la licence, le joueur n'a pas à combattre les créatures qu'il rencontre. Lorsque le joueur appuie sur un Pokémon visible sur la carte, le jeu passe dans un mode où le joueur peut lancer des Poké Balls afin d'attraper la créature. Le joueur peut rater son tir ou le Pokémon s'échapper (et éventuellement fuir), nécessitant fréquemment plusieurs Poké Balls lors d'une rencontre. Une fois le Pokémon attrapé, le joueur en devient le propriétaire et se voit attribuer de la poussière d'étoiles et des bonbons. Ces deux objets permettent de rendre les créatures plus fortes, en augmentant leurs points de combat (PC). Les bonbons permettent également de faire évoluer le Pokémon, ou un autre de la même espèce. Le joueur peut également transférer le Pokémon au professeur afin de gagner un bonbon supplémentaire et faire de l'espace dans son sac. En effet, le joueur a un nombre limité de Pokémon dans son sac. Les buts du jeu sont soit de capturer chaque espèce de Pokémon existante, afin de remplir le Pokédex, encyclopédie recensant les créatures connues (certains Pokémon ne sont cependant accessibles que via des événements spéciaux organisés par Niantic, des raids ou par évolution), et/ou de devenir le meilleur dresseur en montant une équipe de plusieurs Pokémon pour combattre d'autres dresseurs dans la ligue combat go (ligue classée de combat multijoueurs où chaque joueur a droit à 3 Pokémon pour combattre) ou pour conquérir des arènes et faire de son équipe la meilleure (le joueur peut choisir entre 3 équipes, les bleus, les rouges ou les jaunes à partir du niveau 5 pour avoir droit de conquérir des arènes. Battre une arène permet d'y placer un Pokémon pour donner à l'arène la couleur de son équipe et pour gagner des Poképièces qui est la monnaie virtuelle du jeu une fois le Pokémon vaincu après un certain temps passé dans l'arène).
Une journée communauté est habituellement organisée chaque mois (un samedi ou un dimanche), où un Pokémon apparaît beaucoup plus fréquemment ainsi qu'une version chromatique (une version rare du Pokémon avec une couleur différente convoitée par les joueurs).
Le 27 aout 2020, le jeu offre un nouveau type d'évolution à certains Pokémon : les Méga-Évolutions. Ce type d'évolution est temporaire et doit être fait avec des Méga-Énergie, il permet au Pokémon choisi de se voir augmenter ses pc et sa forme changer.

### Équipes
Il existe dans Pokémon GO trois équipes qui disposent chacune de leur spécialité :
- l’équipe Jaune - Intuition ;
- l’équipe Bleu - Sagesse ;
- l’équipe Rouge - Bravoure.

Le choix d'une équipe se fait à partir du niveau 5.
Chaque arène est défendue par une équipe, qui en a pris le contrôle en mettant un ou plusieurs Pokémon en défense. Le joueur peut alors affronter les membres des autres équipes dans les arènes afin de récupérer le contrôle de celles-ci ou défendre celles déjà protégées par son équipe en y ajoutant un de ses Pokémon. Il faut savoir qu'un joueur ne peut poser qu'un seul Pokémon par arène. On constate de nombreux incidents concernant des combats en arènes effectués par des bots. Ceux-ci combattent les Pokémon des équipes et laissent les arènes sans Pokémon après le combat. Niantic travaille actuellement pour trouver une mise à jour permettant de ne plus avoir ce problème.
Depuis mars 2019, il est possible d'acheter dans la boutique de Pokémon GO un « Médaillon d'équipe » contre 1 000 poképièces, afin de changer d'équipe. Cet objet ne peut être acheté qu'une fois par an.

### Pokémon GO Plus
Pokémon GO Plus est un bracelet Bluetooth à basse consommation qui peut être utilisé pour jouer à Pokémon GO. Connecté par Bluetooth à un téléphone avec Pokémon GO installé, le bracelet Pokémon GO Plus émet une vibration lorsque le joueur qui le porte est à proximité d'un Pokémon,. Le joueur peut capturer le Pokémon en appuyant sur les boutons du bracelet, mais ne peut savoir ce qu'il a capturé avant de consulter l'application sur un téléphone mobile ou une tablette. Ce bracelet permet également de faire tourner les PokéStops, qu'ils soient en arène ou classiques.
Le bracelet, initialement prévu pour le lancement du jeu, est commercialisé à partir de septembre 2016, deux mois après la sortie du jeu sur mobile.
Une application Pokémon GO sur Apple Watch lancée en décembre 2016 fonctionnait sur le même système, mais elle a été désactivée le 1er juillet 2019.

### Pokémon GO Plus +
Le Pokémon Plus+ est un accessoire Bluetooth compatible avec Pokémon Go et Pokémon Sleep. Sorti le 21 juillet 2023 en France et en Europe, le Pokémon Go Plus + est sorti dans le reste du monde le 14 juillet 2023.
Dans Pokémon Go, le Pokémon Go Plus+ permet pour la première fois de faire des captures avec des Poké ball automatiquement et sans interaction. L'accessoire permet d'obtenir une nouvelle mission d'étude spéciale "Faire un petit roupillon"  dans laquelle vous pouvez obtenir le Pokémon Ronflex.

### Cartes Pokémon
Une extension Pokémon GO du jeu de carte à collectionner JCC Pokémon a été réalisée en partenariat avec The Pokémon Company. Sortie le 1er juillet 2022, cette extension au JCC Pokémon reprend les illustrations des Pokémon du début du jeu. L'extension EB10.5 contient 88 cartes. Pour la première fois dans les cartes Pokémon, une carte cachée est à décoller derrière une autre lorsque le symbole de Métamorphe est indiqué.

### Conception
Le 1er avril 2014, Google s'associe avec The Pokémon Company pour réaliser un poisson d'avril, lors duquel des internautes pouvaient capturer des Pokémon dans le service de cartographie Google Maps,. Le jeu est un engouement mais reste éphémère, dans le contexte du 1er avril. John Hanke, de la société Niantic qui travaille à ce moment-là sur le jeu Ingress, est intéressé par le concept.
Après avoir lancé sur smartphone l'application JCC Pokémon Online, The Pokémon Company et Nintendo lancent conjointement avec Niantic, ancienne filiale de Google responsable du jeu en réalité augmentée Ingress, Pokémon GO.
Le projet est dirigé par Tsunekazu Ishihara de The Pokémon Company, de la levée de fonds au développement. L'ancien dirigeant de Nintendo, Satoru Iwata, a également influé sur le choix du développement mobile de Nintendo quelques mois avant sa mort en juillet 2015. Avant même de rencontrer les équipes de Niantic Labs, Ishihara a apprécié leur jeu précédent, Ingress, et veut alors transposer le même concept à l'univers de Pokémon.
Lors du développement, Ishihara apporte une attention particulière pour que la franchise soit respectée, au niveau de la jouabilité notamment. Certains partenariats de Google en 2014 pour leur poisson d'avril sont réutilisés : la société ayant fait les vidéos de présentation de la blague de Google est réinvestie[pas clair] pour les vidéos de présentation du jeu.
Le jeu est dévoilé au public le 10 septembre 2015.
Le 22 décembre 2016, le jeu est disponible sur Apple Watch.

### Version bêta
Le 4 mars 2016, Niantic annonce qu'une version bêta sera lancée plus tard dans le mois. Cette version, initialement disponible qu'au Japon, permet aux joueurs d'aider les développeurs à affiner le jeu avant sa sortie officielle. L'accès est toutefois restreint par un système d'invitation. Le 7 avril, la bêta est étendue à l'Australie et la Nouvelle-Zélande puis aux États-Unis le 16 mai,. Cette période de test prend fin le 30 juin, moins d'une semaine avant la sortie du jeu, provoquant la suppression des profils joueurs accumulés sur l'environnement de test.

### Lancement de la première génération de Pokémon

6 juillet 2016 (Australie, Nouvelle-Zélande, États-Unis)
13 juillet 2016 (Allemagne)
14 juillet 2016 (Royaume-Uni)
15 juillet 2016 (Italie, Espagne, Portugal)
16 juillet 2016 (plupart de l'Europe)
17 juillet 2016 (Canada)
19 juillet 2016 (Puerto Rico)
22 juillet 2016 (Japon)
24 juillet 2016 (France)
25 juillet 2016 (Hong Kong)
3 août 2016 (Amériques centrale et du Sud)
6 août 2016 (Asie du Sud-Est)
29 septembre 2016 (Albanie, Bosnie-Herzégovine, Macédoine, Serbie et Monaco)
30 septembre 2016 (Asie centrale et Mongolie)

Pokémon GO est lancé en Australie et en Nouvelle-Zélande le 5 juillet 2016, puis aux États-Unis le 6 juillet 2016. Il est ensuite lancé en Allemagne le 13 juillet 2016, le 14 au Royaume-Uni, le 15 au Portugal, en Espagne et en Italie, le 16 en Suisse, en Belgique et dans la plupart des autres pays européens, le 17 au Canada, le 22 au Japon, le 24 en France puis le 25 à Hong Kong. Le jeu sera dès lors distribués par les différentes plateformes de Google, Android et Apple.
En France, le lancement du jeu Pokémon GO est prévu initialement pour le 15 juillet 2016, mais à la suite de l'attaque terroriste de Nice de la veille, la sortie de l'application est repoussée « en signe de respect pour le peuple français en cette période de deuil national ». Dans le contexte tendu des attaques terroristes et de l'État d'urgence, une source policière explique au journal Le Monde que « si un attroupement sauvage naît de l’apparition d’un Pokémon rare, il faudra que les agents de police à proximité évaluent les risques en matière de sécurité, et communiquent les éventuels besoins en renforts ». Par précaution, une des premières chasses Pokémon GO prévue dans les jardins du Luxembourg est interdite par le Sénat qui invoque le respect de la tranquillité des usagers, l'interdiction des opérations promotionnelles et l'entretien du jardin dont il a la charge, mais beaucoup de personnes étaient malgré tout présentes pour l'événement. Le jeu sort finalement en France le dimanche 24 juillet, plus d'une semaine après l'attentat de Nice.
Au 1er septembre 2016, le jeu est disponible dans 89 pays.

### Lancement des générations suivantes et des mises à jour
À chaque génération sortie s'accompagne d'une mise à jour majeure modifiant en profondeur la jouabilité de Pokémon GO. C'est à partir de 2017, et ce tous les ans, qu'une nouvelle génération sort sur Pokémon GO. Les Pokémons de la génération concernée ne sortent pas tous simultanément, Niantic étale dans le temps leur apparition à travers de petits événements ponctuels ou des quêtes à accomplir.

#### Décembre 2016 et janvier 2017
Entre décembre 2016 et janvier 2017, pour fêter son premier évènement de noël et du nouvel an, Niantic introduit la deuxième génération dans son jeu mobile. Cette initiative attire l'attention des joueurs à nouveau et il s'agit de l'une des mises à jour majeures depuis le lancement du jeu en juillet 2016. Cette introduction commence tout d'abord par l'instauration des bébés Pokémon, fonctionnalité apparue en deuxième génération sur les jeux consoles, et rendant les œufs beaucoup plus utiles sur Pokémon GO. Les Pokémon concernés par cette instauration sont Pichu, Mélo, Toudoudou, Togetic, Lippouti, Magby, Élekid lors de l'évènement de noël 2016 ; de plus, l'évolution de Togepi, Togetic, a été introduite afin que tous les bébés puissent profiter d'une évolution. Pichu, Mélo, Toudoudou, Lippouti, Magby, Élekid avaient, quant à eux, des évolutions déjà présentes dans la première génération : Pikachu pour Pichu, Mélofée pour Mélo, Rondoudou pour Toudoudou, Lippoutou pour Lippouti, Magmar pour Magby, Élektek pour Élekid. L'évolution d'un pokemon bébé en une forme plus évoluée nécessite 25 bonbons, hormis pour Togepi, à qui il doit être nécessaire d'avoir 50 bonbons.
L'évènement de Noël 2016 met en avant une seconde nouveauté : les Pokémons costumés, avec l'apparition d'un Pikachu avec un chapeau de Noël. Cette seconde nouveauté, considérée comme un ajout mineur dans le jeu mobile, sera en fait un élément majeur, réapparaissant plusieurs fois au cours d'évènements centrés sur des fêtes ou des saisons, jusqu'à actuellement.

#### Partie 2 de Pokémon GO
C'est à partir de fin février 2017 que le reste des Pokémon de la deuxième génération sont déployés (mis à part Débugant et Kapoera), apportant encore un lot de nouveautés.
Le genre de l'espèce est introduit dans la fiche montrant les Pokémon.
Certaines évolutions ont besoin d'objets pour être déblocables. Ces objets, faisant référence aux jeux consoles de la deuxième génération, sont les suivants : la pierre soleil (permettant de faire évoluer Ortide en Joliflor), l'écaille draco (permettant de faire évoluer Hypocéan en Hyporoi), la roche royale (permettant de faire évoluer Têtarte en Tarpaud, et Ramoloss en Roigada), la peau métal (permettant de faire évoluer Onix en Steelix), et l'améliorator (permettant de faire évoluer Porygon en Porygon2).
La fonctionnalité de Pokémon copain a été aussi introduite, afin d'évoluer Évoli en Mentali ou en Noctali. Il suffisait de marcher 10 km avec un Évoli, puis de le faire évoluer le jour pour obtenir un Mentali, la nuit pour obtenir un Noctali. Attention, il faut évoluer son Évoli en le gardant en Pokémon copain, afin d'avoir une de ces deux formes.
Autre Pokémon spéciaux, Zarbi et Métamorph, ont été introduits dans le jeu mobile. Le premier possède 27 formes, présentes très rarement à l'état sauvage, tandis que le deuxième a la possibilité de se transformer en d'autres Pokémon existant dans l'application, Fouinette, Hoothoot et Yanma. Cette fonctionnalité touchant Métamorph est une révolution, n'étant pas instaurée dans les autres jeux Pokémon ; fonctionnalité qui sera par ailleurs étendue aux Pokémon des générations suivantes.
L'instauration des Pokémon de la deuxième génération a vu aussi l'instauration de baies aidant à capturer les Pokémon. Les baies Nanab, Framby et Nanana ont fait leur apparition pour la première fois, révolutionnant un système de capture considéré comme difficile.
Autre mise à jour mineure, un rééquilibrage des PC des Pokémon s'est effectué lors de la sortie de la deuxième génération.
Toutes ces mises à jours ont permis de doper les (re)téléchargements et recettes de Pokémon GO, en berne depuis la fin de l'été 2016. Les critiques ont été élogieuses à propos de celles-ci, espérant en avoir régulièrement, accompagnant la sortie d'une génération de Pokémon. C'est à ce moment-là que Niantic les écoutera, leur répondant positivement avec l'arrivée de grosses mises à jour en 2017, puis dans les années suivantes, afin de ne pas perdre de public. C'est aussi à partir de ce moment-là que les évènements se sont multipliés sur Pokémon GO.

#### Juillet 2017: la mise à jour phare de Pokémon GO
Juillet 2017 a vu notamment l’arrivée des combats de raids. Pour la première fois depuis la création du jeu, les joueurs peuvent désormais se réunir pour combattre un Pokémon de haut niveau dans le but de le mettre KO pour ensuite chacun le capturer. Cette innovation de Niantic a permis entre autres d’introduire les Pokémon légendaires dans le jeu (Combat de niveau 5). Depuis fin juillet 2017, les joueurs ont eu la chance d’affronter Lugia, Sulfura ou Entei par exemple. Depuis décembre 2017, les dresseurs se confrontent actuellement aux légendaires de la région Hoenn (Groudon, Kyogre et Rayquaza). Les fans de la franchise doivent se réunir autour de dix joueurs s'ils veulent avoir une chance de battre un combat de raid de niveau 5.
À l'occasion du premier anniversaire du jeu, le premier festival Pokémon GO est organisé au Grant Park de Chicago, en juillet 2017.
Lors de la pandémie de Covid-19, le jeu a été mis à jour avec la possibilité de jouer depuis de chez soi plus facilement, pour respecter les mesures de confinement dans de nombreux pays.

## Accueil

### Critique
Le jeu reçoit à sa sortie des avis relativement favorables, Jeuxvideo.com lui attribuant la note de 18/20 en vantant « une carte illimitée, un contenu imposant et un concept détonnant ». Le site Gameblog quant à lui attribue au jeu la note de 8/10, évoquant « une nouvelle manière d'interagir avec sa ville et une communauté bienveillante composée de personnes de tout âge ».
IGN note le jeu 7/10 et déclare « qu'il est une expérience sociale fascinante » et que « les plus grosses faiblesses du jeu résident davantage dans les fonctionnalités qu'il n'a pas encore », laissant sous-entendre de possibles évolutions au travers de futures mises à jour.
Quelque temps après la sortie du jeu, des joueurs se plaignent sur des forums américains de la difficulté « absurde » de monter de niveau passé le niveau 25. Ils rapportent également que les Pokémon sont beaucoup plus durs à attraper passé ce niveau, poussant ainsi à l'achat de nombreuses « Poké Balls », ce qui conduit Ars Technica à sous-titrer que le jeu a été conçu pour faire dépenser leur argent aux joueurs.

### Popularité

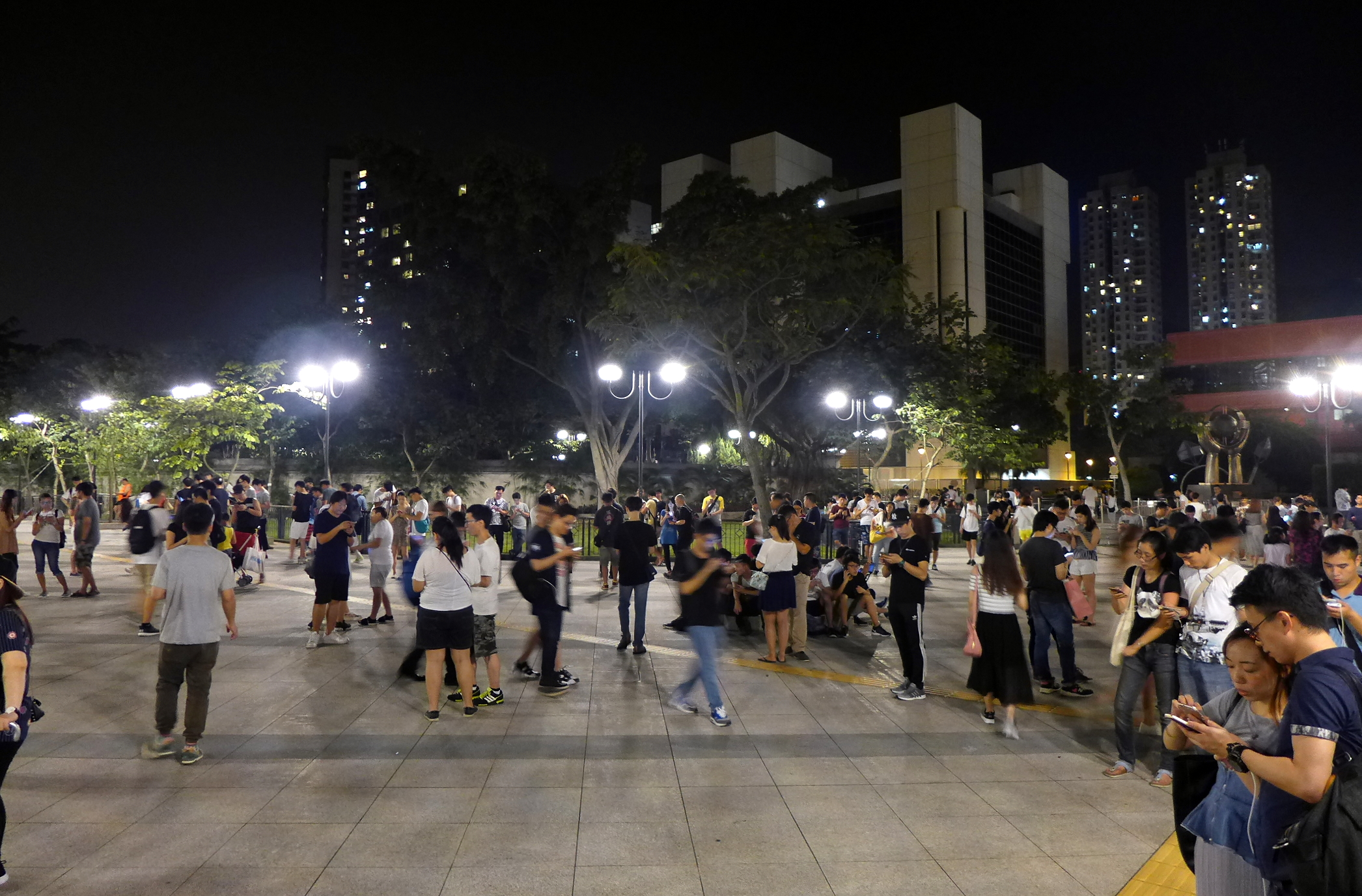
Groupe de joueurs de Pokémon GO à Hong Kong en Chine.

Le jeu a rapidement été populaire à travers le monde. Dans certains pays où l'application n'était pas disponible, les joueurs utilisaient des moyens détournés pour y jouer. Au Canada, alors même que Pokémon GO n'est pas officiellement disponible, le jeu devient immédiatement populaire dès le début du mois de juillet,,, : les propriétaires de téléphones mobiles pouvaient installer gratuitement le jeu sur leur Android en téléchargeant l'application sur un site web, ou en se déconnectant du iTunes Store canadien pour se connecter au iTunes Store américain pour ceux utilisant un iPhone,. Pokémon GO est officiellement lancé au Canada le 17 juillet 2016.
À son lancement, le jeu a suscité un fort engouement, atteignant en quelques jours la même part d'utilisation que Twitter. Alors que le jeu n'est disponible officiellement qu'aux États-Unis, en Nouvelle-Zélande et en Australie, Pokémon GO est installé sur 5,6 % des téléphones Android aux États-Unis en 48 h et dépasse le nombre d'installations globales de Tinder. De même, le nombre de recherches du terme « Pokémon » sur Google ont atteint un pic jamais atteint par la licence auparavant. Le 12 juillet 2016, selon des outils d'analyses d'utilisation, le jeu dépasse l'utilisation moyenne des plus grands réseaux sociaux, dont WhatsApp, Snapchat et Tinder. Aux États-Unis, l'application a été téléchargée 65 millions de fois, soit plus que Twitter et est utilisée plus longtemps que Facebook, Tinder, Snapchat et WhatsApp.
La recherche du jeu sur Internet est aussi très populaire. Le 11 juillet 2016, YouPorn félicite Nintendo America car « Pokémon GO est officiellement plus populaire que le porno ! ». Sur Wikipédia en anglais, le nombre de vues de la page de l'article « Pokémon GO » a été multiplié par 100, la page est passée de 7 730 vues le 4 juillet 2016 à 833 736 le 11 juillet.
Le 2 août 2016, la barre des 100 millions de téléchargements a été franchie selon App Annie, spécialiste du suivi des apps, qui estime que Pokémon GO rapporte plus de 10 millions de dollars par jour.
À la suite de plusieurs attentats sur son sol et à la crainte d'une baisse de la fréquentation touristique, la Thaïlande considère le phénomène Pokémon GO comme une occasion pour restaurer la confiance des touristes. Dans cette optique, le ministère du tourisme veut travailler avec les développeurs du jeu pour permettre l'installation de Pokéstops et d'arènes dans des lieux touristiques sécurisés.
Le 10 août 2016, le Livre Guinness des records annonce que le jeu a battu le record du nombre de téléchargements en un mois pour un jeu sur mobile avec 130 millions de téléchargements, a battu le record de revenu généré en un mois par un jeu sur mobile avec 206,5 millions de dollars de revenus, a été le jeu sur mobile le plus téléchargé simultanément dans 70 pays, a été le jeu sur mobile ayant généré le plus de revenus simultanément dans 55 pays et a été le jeu sur mobile ayant atteint le plus rapidement les 100 millions de dollars de revenus, lesquels ont été générés en seulement 20 jours.
Le 7 septembre 2016, soit tout juste deux mois après son lancement, le développeur du jeu, Niantic Labs, annonce que le jeu a été téléchargé 500 millions de fois dans le monde et qu'il est disponible dans plus de 100 pays.
Le 27 février 2017, le développeur du jeu, Niantic Labs, annonce que le jeu a été téléchargé 650 millions de fois dans le monde.
Après avoir démarré très subitement avec un pic de 28,5 millions d'utilisateurs quotidiens en juillet 2016, l'application perd ensuite régulièrement en popularité, passant sous la barre des 10 millions en septembre, puis sous la barre des 5 millions en octobre.

#### Un réseau social mêlant virtuel et réel
Pokémon GO est un des premiers jeux « grand public » à utiliser la réalité augmentée. Cette nouvelle façon d’allier géolocalisation et cette technologie ont bénéficié au succès du jeu.
Selon une étude, Pokémon GO aurait connu un effet de masse dès sa sortie pour plusieurs raisons, la plupart des joueurs ayant débuté car leurs proches y jouaient aussi ou tout simplement car le jeu leur permettait de sortir. D’autre part la raison pour laquelle ils continuaient à jouer serait pour progresser dans le jeu lui-même et celles qui les pousseraient à arrêter seraient leur situation personnelle et les problèmes de jouabilité du jeu.Très vite le jeu permet à un grand nombre de joueurs de se rencontrer dans le monde réel et d’échanger des Pokémon, de combattre ensemble ou tout simplement de passer du temps ensemble.
À sa sortie et depuis, Pokémon GO ne propose aucun moyen de discussion à ses joueurs. Des applications tels que Gochat ou RazerGo permettent de laisser un message aux joueurs qui se situent dans les environs du destinataire.
En cela Pokémon GO constitue un réel réseau social et un pont entre le jeu virtuel et le monde réel. Le magazine militaire Stars and Stripes relate ainsi comment les soldats étatsuniens en Afghanistan socialisaient grâce au jeu dans la base de Bagram, et comment certains ont pu observer leurs pokémons persister sur place plusieurs semaines après leur départ.  
Pokémon GO prolonge l’expérience des jeux originaux, en offrant au joueur ce qui se rapproche le plus d’une vraie chasse aux petits monstres, augmentant de ce fait l’immersion dans le jeu. Des exemples de cette immersion existent à l’instar de Tom Currie, parti chasser les Pokémon à temps plein durant 2 mois et déclarant « Je voulais vivre une aventure. Je travaille depuis six ans et cherchais désespérément une pause. Pokémon m’a donné la chance de vivre ce rêve. ».

#### Type de public ciblé
Selon une étude SurveyMonkey, aux États-Unis, le joueur type serait « une jeune femme blanche de 25 ans, diplômée et qui gagnerait près de 90 000 dollars par an ». D'après l'étude, 63 % des personnes jouant au jeu sont des joueuses.

#### Communication sur le jeu
La communication de Niantic est minimaliste avant la sortie du jeu la société préférant garder le projet secret le plus de temps possible.
C’est seulement après 1 an de développement que la société lance un premier teaser vu plus de 46 millions de fois sur YouTube en 2019 mais n’offrant aux joueurs aucune image du jeu.
Quelques semaines avant sa sortie Niantic fait une apparition à l’E3 et montre pour la première fois des images du jeu au monde entier sans pour autant dévoiler de sortie officielle de l’application.
Depuis la sortie du jeu Niantic communique plus régulièrement avec les joueurs à travers notamment le site internet du jeu ou via l’application, les tenants informés des événements et des mises à jour.

### Impact financier et économique

#### Poids dans l'industrie mobile
Selon un rapport publié peu après la sortie du jeu par Slice Intelligence, une firme spécialisée dans l’analyse de données digitales, à elle seule l’application générerait environ 28% des revenus de toute l’industrie mobile.

#### Modèle économique
Il est fondé sur deux principales sources de revenus.

##### Jeu gratuit
Si de nombreux joueurs se contentent de jouer gratuitement à l'application, une petite partie d'entre eux (5% en moyenne dans le cas d'applications similaires) achètent des objets virtuels qui permettent une progression plus aisée dans les niveaux de jeu. Dans ce cas, la moyenne des dépenses constatées approche les 10 $ par mois.

##### Partenariats avec d’autres entreprises
À son lancement au Japon, McDonald’s s’associe avec Niantic, ce partenariat aurait généré plus de 250 millions de dollars.
L'entreprise explique également que son modèle économique va s'appuyer sur les lieux parrainés : des boutiques pourront payer pour héberger des lieux d'intérêt dans le jeu (présence de Pokémon ou autre), ce qui leur permettra d'accroître leur trafic piétonnier.

#### Sur Nintendo

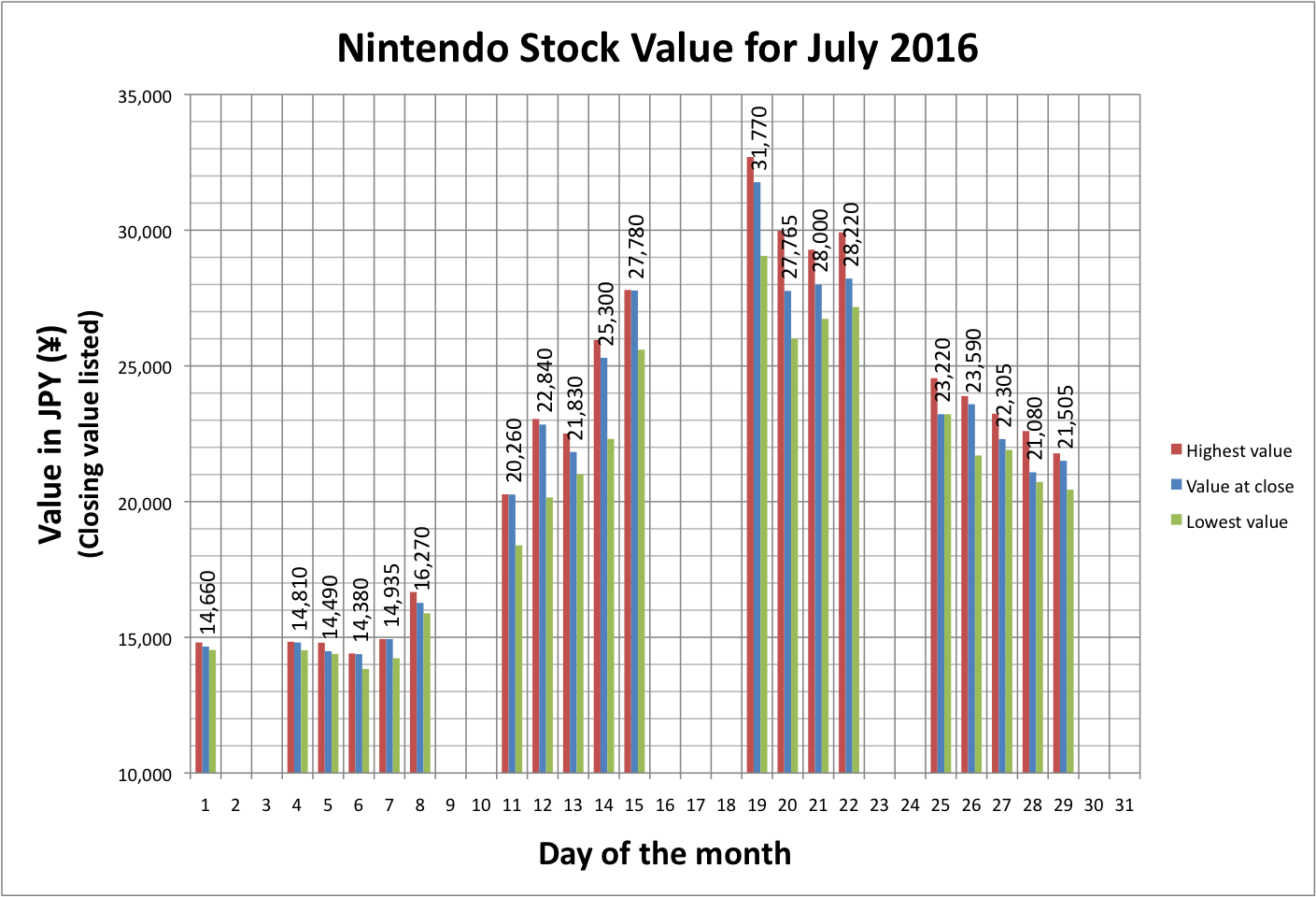
Évolution du cours de l'action Nintendo lors du mois de juillet 2016. La croissance se remarque dès le 7 juillet, date de sortie du jeu et la chute à partir du 24 juillet.

Lors de l'annonce de l'application, Serkan Toto, analyste spécialiste du marché mobile japonais, pense que « Nintendo envoie un message politique fort avec ce titre et ouvre la licence Pokémon à une base d'utilisateurs bien plus grande ».
Alors que Nintendo ne possède que 32 % du capital de la franchise Pokémon et qu'une part dans la levée de fonds de Niantic, le cours de son action gagne 9,3 % dans les quatre jours suivant le lancement initial dans trois pays (les 5 et 6 juillet 2016), puis fait un bond de 24,52 % le 11 juillet 2016, ajoutant quelque 7,5 milliards de dollars US à sa valeur, sa plus importante hausse en une journée depuis 1983[réf. nécessaire]. Dans la semaine suivant le lancement du jeu, l'action de Nintendo gagne au total 93,2 % et clôture à 27 780 yens (environ 240 euros).
Selon le Financial Times, les investisseurs ne spéculent pas sur Pokémon GO mais sur les futures applications mobiles de Nintendo, qui pourraient être tout aussi populaires. Serkan Toto, consultant dans l'industrie vidéoludique, estime que « voir Miyamoto [à l'annonce du jeu] montre qu'il a pris part au processus de donner le ton. C'est bien plus important que ça en a l'air, et […] cela a permis en grande partie le succès de Pokémon Go ». Nintendo promet de publier d'ici mars 2017 quatre autres jeux issus de ses franchises comme Mario, The Legend of Zelda ou Metroid. En décembre 2016, Mario est publié sur le système d'exploitation iOS mais les autres jeux sont retardés.
Le 22 juillet 2016, veille de fin de semaine, Nintendo publie un communiqué précisant que la firme n'a pas participé au développement du jeu et que son succès « aura un impact limité sur les résultats financiers du groupe. » En conséquence, le lundi 25 juillet, l'action en bourse de Nintendo chute de 18 %, alors qu'elle avait doublé depuis le début du mois,.

#### Premiers jours
Dès les premiers jours de parution du jeu, le jeu rapporte 1,6 million de dollars par jour à l'entreprise pour la seule plateforme iOS. Trois semaines après le lancement de Pokémon GO, Citibank estime la valorisation de Niantic, non cotée en bourse, à 3,6 milliards de dollars et estime que les revenus de l'entreprise pourraient atteindre 740 millions de dollars en 2016,.
Le 10 août 2016, le Livre Guinness des records annonce que le jeu a battu le record du nombre de téléchargements en un mois pour un jeu sur mobile avec 130 millions de téléchargements, celui du revenu généré en un mois par un jeu sur mobile avec 206,5 millions de dollars de revenus, a été le jeu sur mobile le plus téléchargé simultanément dans 70 pays, a été le jeu sur mobile ayant généré le plus de revenus simultanément dans 55 pays et a été le jeu sur mobile ayant atteint le plus rapidement les 100 millions de dollars de revenus, lesquels ont été générés en seulement 20 jours.
En seulement 90 jours, Pokémon GO a généré un revenu de près de 600 millions de dollars, ce qui en fait la première application mobile à avoir généré une telle somme d'argent.
Selon le cabinet d'études App Annie, le jeu aurait généré 950 millions de dollars en 2016.

#### Grande distribution et commerce de l'électronique
Le succès de Pokémon GO a inspiré la grande distribution. Avant même son lancement, certaines enseignes ont lancé des opérations marketing autour du jeu,
Les deux dernières semaines de juillet 2016, en France, le chiffre de vente connaît une augmentation de 130 à 250 % d'après un chef de produit de l'entreprise Boulanger. En Belgique, début août, les batteries externes sont en rupture de stock, les fabricants n'ayant pas anticipé l'accroissement des ventes consécutif à l'usage intensif des batteries qui se vident très rapidement.

### Localisation des Pokémon
Dès la sortie du jeu, plusieurs outils émergent sur Internet afin de faciliter le jeu. Les plus populaires, dont Pokévision et Poké Radar, permettent d'afficher sur une carte la présence des Pokémon dans une zone et ainsi de les situer sans avoir à fouiller en se déplaçant. Ces outils récupèrent les informations du jeu en simulant des requêtes à des points GPS afin de déterminer la position des créatures. Au cours du mois de juillet 2016, John Hanke, fondateur de Niantic, admet à Forbes qu'il « n'est pas fan » et que « les gens ne font que se pénaliser car [ces outils] enlèvent une partie de l'intérêt du jeu ». Il menace également la suspension de ces outils dans un futur proche, puisqu'ils ne respectent pas les conditions d'utilisation de Pokémon GO.
Le 31 juillet 2016, une mise à jour du jeu est déployée et empêche le fonctionnement de ces services. De plus, la mise à jour retire une fonctionnalité défaillante depuis la sortie du jeu, qui affichait une distance approximative des Pokémon en nombre de pas. Initialement, cette fonctionnalité permet aux joueurs de localiser les Pokémon en se repérant grâce à la boussole et la distance évaluée par ce radar intégré. Cependant, le « bug des trois pas » rend impossible l'utilisation de cet indice et incite les joueurs à utiliser les services de localisation, plus précis. La suppression de la fonctionnalité et le bannissement des services provoque une forte réaction négative chez les joueurs, allant jusqu'à demander remboursement des Pokécoins, monnaie virtuelle du jeu, achetées via le magasin.
Cependant, Niantic teste une nouvelle mise à jour bêta utilisée par un millier de joueurs. Cette mise à jour, qui améliore la localisation des Pokémon, ajoute un radar à côté des Pokémon représentés à côté de l'image d'un PokéStop. En cliquant sur celui-ci puis sur un bouton « voir », la position du PokéStop où se trouve le Pokémon recherché est marquée sur la carte par rapport à la position du joueur par un cercle rose avec la distance marquée en pas au-dessus du PokéStop recherché. Cette mise à jour, très attendue des joueurs, a pour but d'inciter ces derniers à abandonner définitivement les outils tiers de localisation des Pokémon[réf. nécessaire].

### Droit de la propriété
Pour répondre à la demande de certaines institutions et collectivités (ville d'Hiroshima, Musée d’Auschwitz-Birkenau, Musée de l’Holocauste à Washington, etc.) ne souhaitant pas être référencées dans le jeu, la société Niantic a mis en place d’une procédure « d’option de retrait qu'on peut déposer en passant par un formulaire en ligne. Sur son blog, Lionel Maurel, conservateur à la Bibliothèque de Documentation Internationale Contemporaine, estime que cela pose la question de savoir à qui appartient l’espace virtuel autour d’un lieu physique.

## Controverses
Dès son lancement, le jeu a suscité de nombreuses polémiques, notamment aux États-Unis, en Australie et en Nouvelle-Zélande.

### Critiques morales et religieuses
En Turquie, Mehmet Bayraktutar, le chef de l’association officielle des imams Diyanet-Sen « condamne » le jeu car il « mine la valeur des lieux où les gens prient ». En effet, des Pokémon ont été trouvés dans une mosquée.
En Arabie saoudite et dans les Émirats arabes unis, une fatwa interdisant les Pokémon datant de 2001 est relancée. Pour le premier pays, des « symboles et logos des religions et des organisations perfides sont utilisés », et pour les deux, le jeu est comparable aux jeux d'argent. De plus, le mufti, plus haute autorité religieuse d'Arabie saoudite, affirme que la conception des personnages du jeu est fondée sur la théorie darwinienne de l'évolution des espèces rejetée par l'islam.
En France, le contre-amiral Frédéric Renaudeau, chef de la Direction de la protection des installations, moyens et activités de la défense (DPID) dénonce dans une note que « plusieurs sites du ministère, dont des zones de défense hautement sensibles, abriteraient ces objets et créatures virtuels ».
En Russie le 11 août 2016 un blogueur, Ruslan Sokolovsky, a publié une vidéo sur Youtube dans laquelle on le voit attraper un Pokémon dans une église d'Ekaterinbourg, le « Temple sur le sang » bâtie sur le lieu de l'exécution de la famille impériale. Il a été arrêté le 2 septembre 2016 et placé 2 mois en détention provisoire pour « incitation à la haine » et « insulte aux sentiments des croyants ». À la suite de son procès qui s'est ouvert le 13 mars 2017, il a été condamné le 11 mai à une peine de 3 ans 1/2 de colonie pénitentiaire. Dans l'attente de son procès en appel, il a été assigné à résidence.

### Fait divers

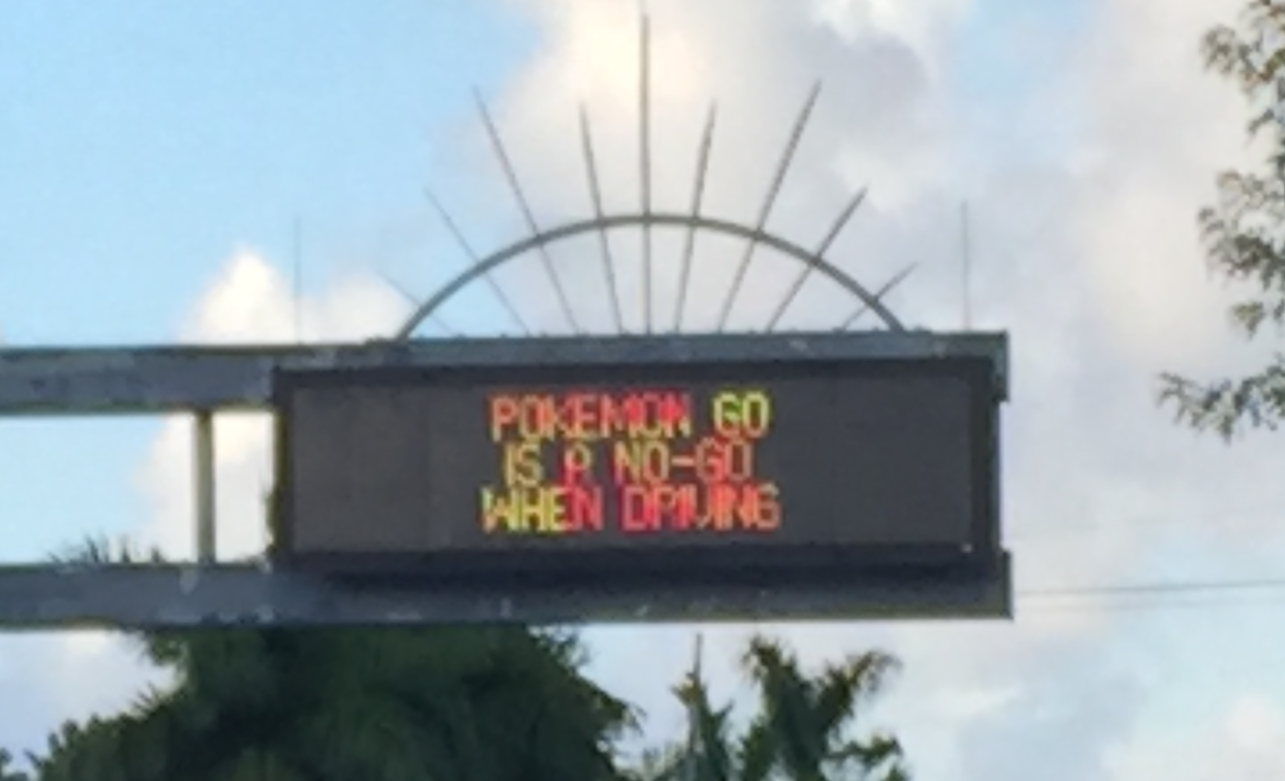
Un panneau à messages variables avertissant les conducteurs à ne pas jouer à Pokémon GO au volant.

En France, aux États-Unis et au Japon, la presse a fait l'écho de faits divers impliquant des joueurs de Pokémon GO, en particulier des accidents de la circulation causés par des conducteurs jouant au volant de leur véhicule.

### Confidentialité des données
L'UFC Que choisir a mis en garde les consommateurs contre Pokémon GO, qu'elle juge « Potentiellement cher, dangereux et trop curieux ». Elle indique également que Nintendo comme Niantic se référent au Safe Harbor, accord invalidé en octobre 2015 par la cour de justice de l'Union européenne car ne garantissant pas un niveau de protection adéquat aux données personnelles transférées aux États-Unis, et invalidé par la Cour de justice de l’Union européenne.
De nombreuses critiques concernant la confidentialité des données des joueurs émergent rapidement. En Égypte, le jeu est interdit pour le motif que « Pokémon Go est le dernier outil en date utilisé par les agences d’espionnage dans la guerre du renseignement […]. » Les Émirats arabes unis mettent en garde les utilisateurs susceptibles d'être espionnés.
En Iran, le jeu a été interdit par le Haut Conseil des espaces virtuels car, selon lui, la géolocalisation des utilisateurs poserait des « questions de sécurité ».
D'autre part, le principe du jeu a été breveté alors que son auteur travaillait encore pour Google. Selon une enquête de The Intercept, Niantic a conservé la propriété du brevet qui précise que « L'objectif du jeu pourrait être directement lié à une activité de collecte de données. Le jeu pourrait inclure une tâche qui consiste à acquérir des données sur le vrai monde comme condition pour progresser dans le jeu. ».
Avant la version 1.0.1, Pokémon GO a eu un accès complet aux comptes Google des joueurs, notamment les e-mails, l’historique internet, ou encore les documents et photos placés sur Google Drive et Google Photos. La société Niantic parle d'une erreur corrigée depuis une mise à jour.
En mars 2025, le jeu est vendu 3,85 milliards de $ à Scopely, une entreprise detenue par le fonds d'investissement saoudien contrôlé par le prince héritier Mohammed ben Salmane. Cela permet selon l'expert Thomas Burelli que le fonds mette la main sur  tout ce qu'il y a en matière de données d’utilisateurs

### Interdiction du jeu

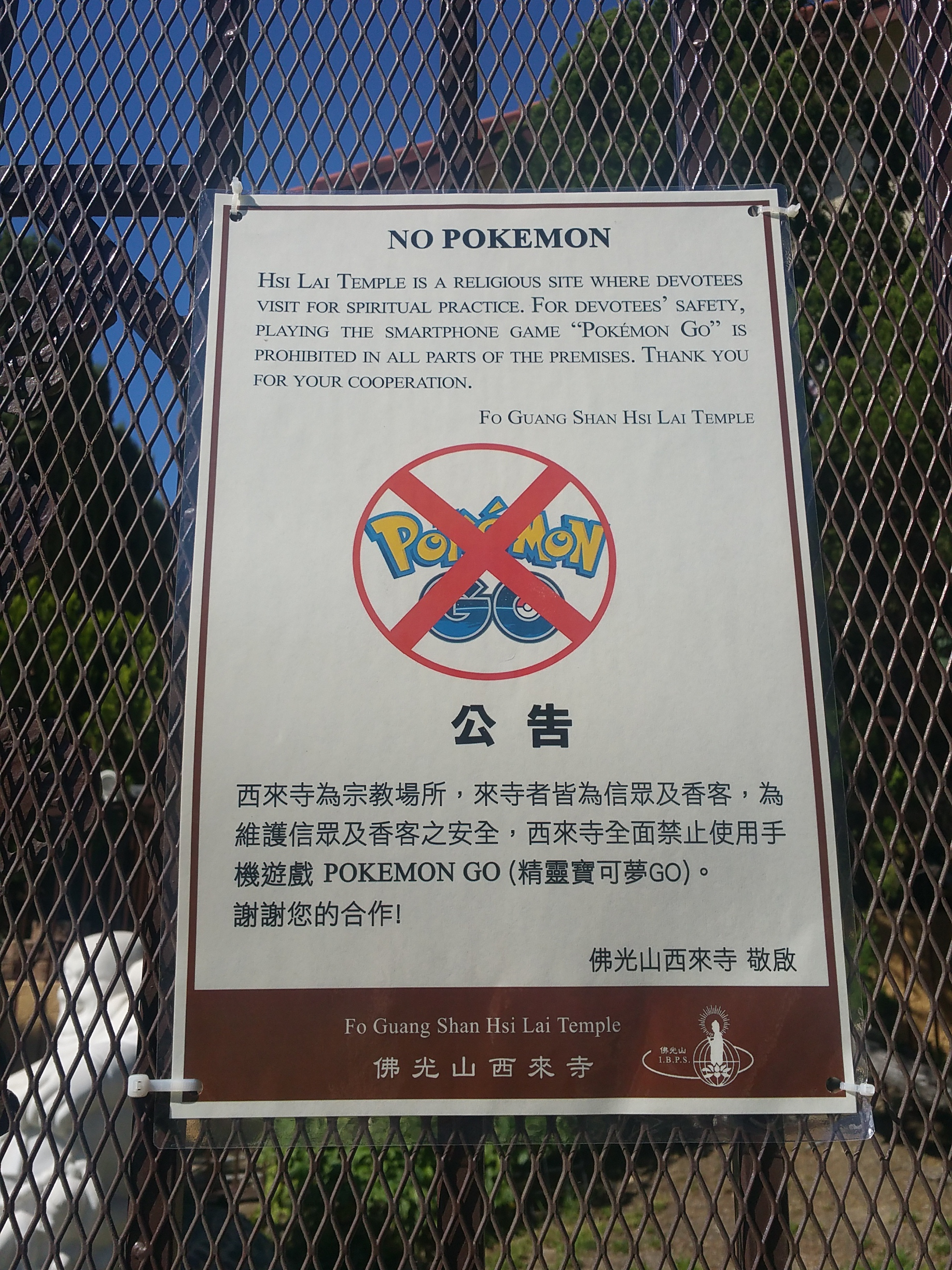
Au Temple de Hsi Lai, un panneau interdit aux visiteurs de jouer à Pokémon GO à l'intérieur du monument.

Plusieurs instances gouvernementales déconseillent à leurs armées de jouer à Pokémon GO : l'Iran via son Haut conseil du cyberespace, est le premier pays à interdire le jeu en évoquant des problèmes liés à la sécurité nationale. L'analyste Alireza Al-Davoud justifie l'interdiction en déclarant que « ces jeux peuvent devenir un moyen pour diriger des missiles guidés et même causer des problèmes aux ambulances et aux pompiers »,. L'Indonésie, par la voix de son ministre de la Défense, interdit le jeu à ses policiers et militaires, sous prétexte que « l'espionnage peut s'effectuer sous différentes formes ». Considéré comme « une source pour la collecte d’informations », le jeu est également interdit dans l’enceinte des bases militaires de l'armée israélienne et l'armée finlandaise,. L'armée thaïlandaise interdit à ses militaires et personnels de renseignement de jouer à ce jeu. Quant à l'armée canadienne, elle ne bannit pas le jeu mais dissuade ses soldats de jouer à Pokémon GO dans l'enceinte de ses bases.
En France, l'armée française et le commissariat à l'énergie atomique ont prohibé l'usage de Pokémon GO. Le 12 août 2016, le maire de Bressolles, Fabrice Beauvois, a pris un arrêté municipal interdisant « l'implantation de Pokémon sur la commune » sous prétexte notamment que l'application représente un danger provoquant « l'inattention des piétons et des conducteurs de véhicules visionnant leur téléphone ».

### Inégalités géographiques de la répartition des PokéStops
Lors de sa sortie, les PokéStops - définis à partir d'une base de données issue du jeu Ingress - ne sont pas distribués de manière égalitaire sur les territoires. Pour le quotidien Le Monde, de multiples facteurs expliquent ces inégalités, notamment la richesse patrimoniale d'un territoire (les PokéStops étant généralement affectés à des lieux remarquables). Depuis 2018, de nouveaux PokéStops ont été rajoutés dans les zones peu peuplées, et les joueurs de niveau 38 peuvent proposer des nouveaux emplacements. La validation des PokéStops se fait au travers de votes sur le site Niantic wayfarer.

### Impact environnemental
Compte tenu de la forte consommation d'électricité liée à l'usage massif de l'application (celle des smartphones, des centres de données et celle liée aux ventes de batteries externes) et de l'ampleur de son empreinte carbone, Global Footprint Network, ONG partenaire de l’ONU, a invité à plusieurs reprises les joueurs de Pokémon GO à se montrer très attentifs à leur consommation.